# 額賀辰徳
額賀 辰徳（ぬかが たつのり、1984年3月28日 - ）は、茨城県出身のプロゴルファー。所属はフリー。

## アマチュア時代
14歳からゴルフを始める。2003年、中央学院大学2年時に朝日杯争奪日本学生ゴルフ選手権を制し、自身初のビッグタイトルを獲得。3年生の2004年には関東アマチュア優勝、日本オープンゴルフ選手権でローアマチュア（アマチュアでの最上位）を獲得、全日本学生ゴルフ王座決定戦でも優勝。4年時にも2005年関東アマチュア選手権連覇を達成。3年、4年時には日本代表に選抜された。

## プロ転向後
大学卒業後の2006年にプロ転向し、同年4月20日のつるやオープンでJGTOのレギュラーツアーデビュー。しかし、同年は出場5試合に全て予選落ち、2007年は4試合出場で、同年の最終出場となった9月のANAオープンで初の予選通過、賞金25万8000円を獲得した。2008年も出場4試合、予選通過は1試合（賞金126万円）にとどまったが、5月には自身初のメジャー大会となる日本プロゴルフ選手権出場を果たした。レギュラーツアーの出場は主催者推薦などに限られていたため、その間、下部ツアーのチャレンジツアーを主戦場としていた。2008年は4月にPRGR CUPで優勝するなど活躍し、ついにチャレンジツアー賞金ランキング6位となった。これにより、レギュラーツアー出場権を獲得、2009年はフル参戦している。2009年は6月21日まで、全6試合に出場、予選通過も3試合で賞金は225万9000円と成長著しい。
2018年11月の三井住友VISA太平洋マスターズで悲願の初優勝を果たす。

## 賞金
- 2006年 ￥         0（出場5試合、予選通過0試合）
- 2007年 ￥   258,000（出場4試合、予選通過1試合）
- 2008年 ￥ 1,260,000（出場4試合、予選通過1試合）
- 2009年 ￥17,425,250（出場22試合、予選通過11試合）

生涯獲得賞金 ￥18,943,250（2009年12月7日現在）

## ゴルファーとしての特徴
2019年終了時点で日本男子ツアー史上最多の5回(2009年,2010年,2012年,2015年,2018年)ドライビングディスタンス1位を獲得したドライバーの飛距離が魅力。一方で、フェアウェイキープ率が低く、ティーショットの精度が長年の課題となっている。2018年度の平均ドライビングディスタンスは302.93ヤードだった。